# Lars Mikkelsen
Lars Dittmann Mikkelsen (Copenhague, 6 de mayo de 1964) es un actor danés. Entre sus roles más destacados están Troels Hartmann en la serie The Killing, Charles Augustus Magnussen en la tercera temporada de Sherlock, Viktor Petrov en House of Cards y el Gran Almirante Thrawn en la franquicia Star Wars. En 2011 ganó el Premio de Honor Reumert. Es hermano del también actor Mads Mikkelsen.

## Juventud
Nacido en Gladsaxe, cerca de Copenhague, tanto él como su hermano menor, Mads Mikkelsen, se criaron en el distrito de Nørrebro. Después de la escuela secundaria, se inscribió para el servicio militar en el Ejército Real de Dinamarca. Luego estudió biología en la Universidad de Copenhague, pero abandonó la carrera para ganarse la vida como artista callejero en ciudades europeas con actos de mímica y malabarismo.

## Carrera actoral
A los 27 años, se matriculó en la Escuela Nacional de Teatro de Dinamarca, de la que se graduó en 1995. Además de su papel en la serie dramática Forbrydelsen, conocida mundialmente como The Killing, posteriormente apareció en otras dos series dramáticas danesas que lograron aclamación internacional, Those Who Kill y la tercera temporada de Borgen.
También tuvo un papel principal en un episodio de Sherlock como el chantajista Charles Augustus Magnussen. En la serie de televisión estadounidense House of Cards, interpretó al presidente de Rusia Viktor Petrov, basado en Vladímir Putin. Ganó un Premio Emmy Internacional en 2018 por su papel en el drama televisivo danés Herrens Veje, disponible en Netflix bajo el título Algo en que creer.
Además de su danés nativo, Mikkelsen habla con fluidez sueco, alemán e inglés, y domina varios acentos. Ha declarado que él y su hermano aprendieron inglés por primera vez escuchando los discos de Monty Python y aprendiendo sus sketches cómicos.

## Vida personal
En 1989 se casó on la actriz Anette Støvelbæk, con quien tenía una relación desde 1986. El matrimonio tiene dos hijos.

## Filmografía

### Cine
| Año  | Título                                          | Rol                       | Notas                         |
| ---- | ----------------------------------------------- | ------------------------- | ----------------------------- |
| 1997 | Royal Blues                                     | Henning                   |                               |
| 1999 | Seth                                            | Seth                      |                               |
| 1999 | Under overfladen                                | Victor                    |                               |
| 2000 | En kærlighedshistorie                           | Mads                      |                               |
| 2004 | Kongekabale                                     | Peter Schou               |                               |
| 2005 | Nordkraft                                       | Steso's father            |                               |
| 2007 | Island of Lost Souls                            | Necromancer               |                               |
| 2007 | Cecilie                                         | Lasse N. Damgaard         |                               |
| 2008 | Lo que nadie sabe (Det som ingen ved)           | Marc Deleuran             |                               |
| 2008 | Flame y Citrón (Flammen & Citronen)             | Frode Jacobsen aka Ravnen |                               |
| 2009 | Flugten                                         | Thomas Jargil             |                               |
| 2009 | Headhunter                                      | Martin Vinge              | Premios Robert al Mejor actor |
| 2012 | What Richard Did                                | Peter Karlsen             |                               |
| 2012 | Viceværten                                      | Per                       |                               |
| 2014 | Montana                                         | Dimitrije                 |                               |
| 2014 | Cuando despierta la bestia (Når dyrene drømmer) | Thor                      |                               |
| 2015 | 9. April                                        | Lieutenant-Colonel Hintz  |                               |
| 2016 | The Day Will Come                               | Frederik Heck             |                               |
| 2017 | Winter Brothers                                 |                           |                               |

### Televisión
| Año     | Título                           | Rol                        | Notas                                    |
| ------- | -------------------------------- | -------------------------- | ---------------------------------------- |
| 1997    | Strisser på Samsø                | Jens Fiskrt                | Episodios 1–4, 6                         |
| 1997    | Taxa                             | Drogadicto                 | Episodio 8                               |
| 2000    | Edderkoppen                      | Ole Madsen                 |                                          |
| 2000    | Skjulte spor                     | Morten Theilgaard          |                                          |
| 2001    | Langt fra Las Vegas              | Capitán pirata             |                                          |
| 2001    | Nikolaj og Julie                 | Per Køller                 | Episodios 10–20                          |
| 2002    | Rejseholdet                      | Ivan                       | Episodios 21–22                          |
| 2004–07 | Krøniken                         | Jens Otto Krag             | Episodios 2–3, 9, 11, 14–15, 17, 21–22   |
| 2007    | Forbrydelsen                     | Troels Hartmann            | 20 episodios                             |
| 2011    | Den som dræber                   | Magnus Bisgaard            |                                          |
| 2013    | Borgen                           | Søren Ravn                 | Temporada 3                              |
| 2014    | Sherlock                         | Charles Augustus Magnussen | Temporada 3, 2 episodios                 |
| 2014    | 1864                             | Thøger Jensen              | Episodios 1–2                            |
| 2015    | The Team                         | Harold Bjørn               | 8 episodios                              |
| 2015–18 | House of Cards                   | Viktor Petrov              | Temporadas 3–6, 11 episodios             |
| 2017    | Historien om Danmark             | Narrador                   |                                          |
| 2017    | Algo en que creer (Herrens Veje) | Johannes                   | Premio Emmy Internacional al Mejor actor |
| 2019    | The Witcher                      | Stregobor                  | 4 episodios                              |
| 2020    | Devils                           | Daniel Duval               | 10 episodios                             |
| 2023    | Ahsoka                           | Gran Almirante Thrawn      |                                          |

### Serie de películas/animadas/cortos
| Año     | Título                          | Rol                          | Notas         |
| ------- | ------------------------------- | ---------------------------- | ------------- |
| 2002    | Naruto                          | Zabuza Momochi, Hayate Gekkō | Doblaje danés |
| 2004    | Tiger-brødre                    | Aidan McRory                 |               |
| 2006    | Arthur y los Minimoys           | Malthazar                    | Doblaje danés |
| 2006    | The Wild                        | Samson                       | Doblaje danés |
| 2007    | Go West! A Lucky Luke Adventure | Lucky Luke                   | Videojuego    |
| 2007    | Meet the Robinsons              | Uncle Art                    | Doblaje danés |
| 2009    | Monsters vs. Aliens             | General O.K. MacMission      |               |
| 2010    | Huset Anubis                    | Hr. Van Swieten              |               |
| 2011    | Ronal the Barbarian             | Volcazar                     | Doblaje danés |
| 2014    | The Dam Keeper                  | The Narrator                 | Corto         |
| 2016–18 | Star Wars Rebels                | Gran Almirante Thrawn        | 13 episodios  |